# Хотиненко, Владимир Иванович
Влади́мир Ива́нович Хотине́нко (род. 20 января 1952 года, Славгород, Алтайский край) — советский и российский кинорежиссёр, сценарист, киноактёр, педагог и телеведущий. Народный артист Российской Федерации (2010).

## Биография
Родился 20 января 1952 года в Славгороде (Алтайский край, РСФСР) в семье сотрудников завода кузнечно-прессового оборудования «8 лет Октября», который во время Великой Отечественной войны был эвакуирован из Серпухова. В 1966 году родители переехали в Павлодар (Казахская ССР), где устроились в только открывшийся тракторный завод имени В. И. Ленина.
С 1959 по 1969 годы учился в школах Славгорода и Павлодара, а после окончания в 1969—1970 годах работал художником-конструктором Павлодарского тракторного завода.
Большое влияние на жизненное становление и закалку характера Владимира в школьные годы оказало его участие в молодёжной организации «Гринабель» под руководством Виталия Ерёмина:

Я тогда был чемпионом Казахской ССР по прыжкам в высоту, — вспоминает Владимир Иванович. — А ещё состоял в обществе «Гринабель», оно гремело на всю страну. Мы были как тогдашние скауты, я дослужился до комиссара. Форма была, оружие, мы выезжали в лагеря, в Барнаул. Такая практика — хулиганов воспитывать вместе с положительными ребятами. Мотор этого общества — Виталий Ерёмин.

В 1976 году с отличием окончил Свердловский архитектурный институт, затем служил в армии во внутренних войсках МВД СССР. В 1978—1982 годах — художник-постановщик на Свердловской киностудии на фильмах «Гонка с преследованием», «Дым Отечества», «Казачья застава», «Вот такая музыка».
В конце 1970-х годов по совету Никиты Михалкова поступал во ВГИК, но на первом туре получил отметку «единица» (1 балл). Как заявлял сам Хотиненко, после этого его уверяли в том, что единицу никогда никому не ставили.
В 1982 году окончил Высшие курсы сценаристов и режиссёров (мастерская Никиты Михалкова). Работал ассистентом режиссёра у Никиты Михалкова на фильмах «Несколько дней из жизни И. И. Обломова», «Пять вечеров», «Родня». Режиссёрским дебютом Хотиненко стал фильм «Один и без оружия», который он снял в паре с Павлом Фаттахутдиновым в 1984 году.
Член Союза кинематографистов России, член правления гильдии кинорежиссёров России.
Является заведующим кафедрой режиссуры во Всероссийском государственном институте кинематографии (ВГИК), профессор с 2006 года. С 1999 года совместно с П. К. Финном и В. А. Фенченко руководитель мастерской режиссуры игрового фильма на Высших курсах сценаристов и режиссёров. Руководит Мастерской Факультета режиссуры в Московском институте телевидения и радиовещания «Останкино».
С 2010 по 2015 год был ведущим телепередачи «Смотрим… Обсуждаем…» на канале «Культура».
В марте 2024 года стал наставником конкурса дебютов Института развития интернета.

## Общественная позиция
С 26 июля 2010 года — член Патриаршего совета по культуре Русской православной церкви.
В 2012 и 2018 годах — доверенное лицо кандидата по пост президента РФ Владимира Путина.
В марте 2014 года поддержал аннексию Крыма, подписал письмо президенту РФ Владимиру Путину в поддержку аннексии.
Член Общественного совета при Министерстве культуры Российской Федерации с 2016 года.
С 2017 по 2020 годы — член  Общественной палаты Российской Федерации, первый зампред комиссии по вопросам развития культуры и сохранению духовного наследия.
В 2018 году был доверенным лицом кандидата в мэры Москвы Сергея Собянина.

## Семья и личная жизнь
Отец — Иван Афанасьевич Хотиненко. Дед по отцу погиб на фронте во время Великой Отечественной войны.
Мать — Валентина Васильевна Хотиненко. Дед по матери был сослан в ГУЛАГ и умер в лагерях.
Первая жена — Татьяна Хотиненко, архитектор. Сын — Илья Хотиненко (род. 15 ноября 1972), российский кинорежиссёр, сценарист, актёр, продюсер, оператор.
Вторая жена — Дилором Файзуллаевна Камбарова (род. 27 апреля 1957), советская и узбекская киноактриса, Заслуженная артистка Узбекской ССР (1985). Дочь — Полина Хотиненко, костюмер, живёт в Лос-Анджелесе.
Третья жена — Виолетта, театральный режиссёр.
Четвёртая жена (с 1996 года) — Татьяна Яковлева, кандидат искусствоведения, преподаватель истории зарубежного кино киноведческого отделения сценарно-киноведческого факультета ВГИКа, доцент, руководитель учебно-творческой мастерской, член Союза кинематографистов Российской Федерации, награждена грамотой Минкульта РФ. Имеет сына Дениса Аларкон-Рамиреса от брака с чилийским кинорежиссёром и сценаристом Себастьяном Аларконом.

## Фильмография
| 1978 | Лекарство против страха                                                        |           |           |           | зелёная ✓ | оперативник                         |
| 1980 | Завоеватель (короткометражный фильм, курсовая работа ВКСР)                     | зелёная ✓ |           |           |           |                                     |
| 1981 | Лифт (короткометражный фильм, курсовая работа ВКСР)                            | зелёная ✓ |           |           |           |                                     |
| 1981 | Родня                                                                          |           |           |           | зелёная ✓ | Варелик, мотоциклист, сосед Вовчика |
| 1982 | Голос дракона в бездонном море (короткометражный фильм, дипломная работа ВКСР) | зелёная ✓ |           |           |           |                                     |
| 1982 | Казачья застава                                                                |           |           |           | зелёная ✓ | Семён, белобандит                   |
| 1984 | Один и без оружия                                                              | зелёная ✓ |           |           |           |                                     |
| 1986 | В стреляющей глуши                                                             | зелёная ✓ |           |           |           |                                     |
| 1987 | Зеркало для героя                                                              | зелёная ✓ |           |           |           |                                     |
| 1988 | За кем замужем певица?                                                         |           |           |           | зелёная ✓ | Виктор Петрович Волобуев            |
| 1989 | СВ. Спальный вагон                                                             | зелёная ✓ |           |           | зелёная ✓ | эпизод                              |
| 1990 | Рой                                                                            | зелёная ✓ | зелёная ✓ |           |           |                                     |
| 1992 | Патриотическая комедия                                                         | зелёная ✓ | зелёная ✓ |           |           |                                     |
| 1993 | Макаров                                                                        | зелёная ✓ |           | зелёная ✓ |           |                                     |
| 1994 | Самолёт летит в Россию                                                         |           |           |           | зелёная ✓ | капитан подводной лодки             |
| 1995 | Мусульманин                                                                    | зелёная ✓ |           | зелёная ✓ |           |                                     |
| 1995 | Прибытие поезда (новелла «Дорога»)                                             | зелёная ✓ |           | зелёная ✓ |           |                                     |
| 1997 | Мы дети твои, Москва (короткометражный)                                        | зелёная ✓ |           |           |           |                                     |
| 1999 | Страстной бульвар                                                              | зелёная ✓ |           | зелёная ✓ |           |                                     |
| 2002 | Следствие ведут ЗнаТоКи. Третейский судья                                      | зелёная ✓ |           |           |           |                                     |
| 2002 | По ту сторону волков (сериал)                                                  | зелёная ✓ |           |           |           |                                     |
| 2003 | Вечерний звон                                                                  | зелёная ✓ |           |           |           |                                     |
| 2003 | 72 метра                                                                       | зелёная ✓ | зелёная ✓ |           |           |                                     |
| 2005 | Гибель империи (сериал)                                                        | зелёная ✓ | зелёная ✓ |           | зелёная ✓ | полковник Якубов                    |
| 2005 | Паломничество в Вечный город (сериал)                                          | зелёная ✓ | зелёная ✓ |           |           |                                     |
| 2007 | 1612                                                                           | зелёная ✓ |           |           |           |                                     |
| 2009 | Поп                                                                            | зелёная ✓ |           |           |           |                                     |
| 2011 | Достоевский (сериал)                                                           | зелёная ✓ |           |           | зелёная ✓ | кредитор                            |
| 2014 | Бесы (сериал)                                                                  | зелёная ✓ | зелёная ✓ |           |           |                                     |
| 2015 | Наследники                                                                     | зелёная ✓ | зелёная ✓ | зелёная ✓ | зелёная ✓ | камео                               |
| 2017 | Демон революции (сериал)                                                       | зелёная ✓ | зелёная ✓ | зелёная ✓ |           |                                     |
| 2018 | Меморандум Парвуса (сериал)                                                    | зелёная ✓ | зелёная ✓ | зелёная ✓ |           |                                     |
| 2019 | Ленин. Неизбежность                                                            | зелёная ✓ | зелёная ✓ | зелёная ✓ |           |                                     |

## Награды и достижения

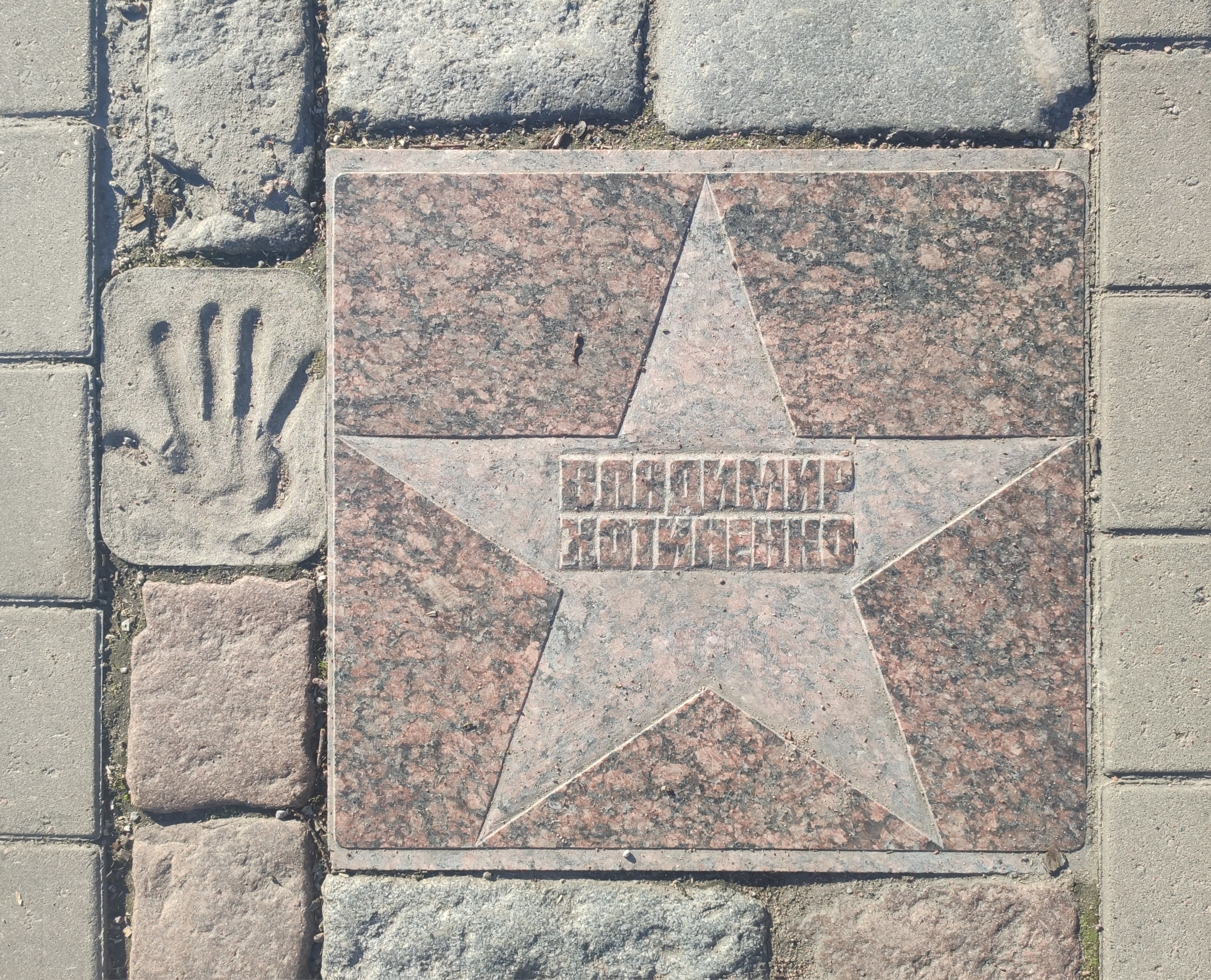
Звезда Владимира Хотиненко на Аллее актёрской славы в Выборге

- Лауреат Всесоюзного кинофестиваля в номинации Специальный приз за 1988 год («Зеркало для героя»).
- Премия «Киношок» в номинации «Премия за режиссуру» за 1992 год («Патриотическая комедия»).
- Премия «Киношок» в номинации «Главная премия» за 1993 год («Макаров»).
- Премия «НИКА» в номинации «Лучший игровой фильм» за 1993 год («Макаров»).
- Премия «НИКА» в номинации «Лучшая режиссёрская работа» за 1993 год («Макаров»).
- Финалист программы «Номинация. Кино. XXI век.» на кинофоруме в Ялте-1994 с фильмом «Макаров».
- Гран-при Международного кинофестиваля в Монреале, 1995 («Мусульманин»).
- Премия ТЭФИ (2006) в номинации «Сценарист телевизионного документального фильма/сериала» («Паломничество в Вечный город», «Апостол Павел»).
- Особое упоминание ФИПРЕССИ на XXI Московском кинофестивале («Страстной бульвар»).
- Приз «Лучший режиссёр» на IV Международном телекинофоруме «Вместе» (2003) за сериал «По ту сторону волков»[20].
- Специальный приз жюри «За яркое воплощение темы мужества и героизма на экране» на кинофестивале «Бригантина» за фильм «72 метра» (2004)
- Премия ФСБ России (номинация «Кино- и телефильмы», 2006) — за телевизионный художественный фильм «Гибель империи».
- Золотая медаль имени С. Ф. Бондарчука (МКФ «Золотой Витязь», 2011) — за выдающийся вклад в кинематограф.
- Заслуженный деятель искусств Российской Федерации (15 января 2001) — за заслуги в области искусства[21].
- Народный артист Российской Федерации (3 марта 2010) — за большие заслуги в области искусства[22].
- Медаль священномученика Иоанна, архиепископа Рижского I степени (Латвийская православная церковь, 2010
- Премии «Человек года-2013» (27 ноября 2013)[23].
- Почётный знак «За заслуги в развитии культуры и искусства» (16 апреля 2015, Межпарламентская ассамблея СНГ) — за значительный вклад в формирование и развитие общего культурного пространства государств — участников Содружества Независимых Государств, реализацию идей сотрудничества в сфере культуры и искусства[24].
- Премия города Москвы 2015 года в области литературы и искусства (3 августа 2015) — за создание фильмов «Достоевский»,"Бесы" и многолетнюю педагогическую деятельность.
- Орден «Содружество» (19 мая 2016 года, Межпарламентская ассамблея СНГ) — за активное участие в проведении международного телекинофорума «Вместе», вклад в укрепление дружбы между народами государств — участников Содружества Независимых Государств[25].
- Орден Почёта (19 декабря 2019) — за большой вклад в развитие отечественной культуры и искусства, многолетнюю плодотворную деятельность[26].